# Rafiuddin Ahmed
 (juillet 2025).
Si vous disposez d'ouvrages ou d'articles de référence ou si vous connaissez des sites web de qualité traitant du thème abordé ici, merci de compléter l'article en donnant les références utiles à sa vérifiabilité et en les liant à la section « Notes et références ».
Rafiuddin Ahmed (1865–1954) est un barrister (avocat plaideur), journaliste et homme politique indien musulman. Il est aussi connu sous le nom « le Moulvi ».

## Biographie
Rafiuddin Ahmed fait ses études au  Deccan College de Pune en Inde, qui est alors une colonie du Raj britannique, ainsi qu'au King's College de Londres. En 1892, il devient barrister au Middle Temple. Il fait partie des amis proches de Mohammed Abdul Karim, dit le Munshi, le secrétaire indien de la reine Victoria. 
Victoria joue un rôle déterminant dans la mise en contact entre Rafiuddin Ahmed et le sultan de l'Empire ottoman Abdülhamid II vers la fin des années 1890 à des fins de tractations diplomatiques. Elle suggère sans succès qu'Ahmed soit rattaché à l'ambassade diplomatique britannique de Constantinople.
Rafiuddin Ahmed est l'un des membres influents de la Ligue patriotique musulmane. Au moment des réformes Montagu–Chelmsford qui accordent plus d'autonomie à l'Inde en 1918, il se fait élire au conseil de la présidence de Bombay. En 1928, il est nommé Ministre de l'Agriculture et par la suite Ministre de l'Éducation, poste qu'il occupe jusqu'en 1934. En récompense de son travail effectué pour le gouvernement, il est fait chevalier en 1932. 
Il meurt dans sa ville natale de Pune, où il avait passé les vingt dernières années de sa vie.

## Distinctions
- Knight Bachelor